# Verbum Spei
La fraternité Verbum Spei est une association publique de fidèles érigée dans le diocèse de Saltillo au Mexique en vue de devenir une congrégation religieuse, fondée en 2012 par des dissidents de la communauté Saint-Jean dans la foulée de la crise au sein des sœurs contemplatives de Saint-Jean et des révélations des abus commis par Marie-Dominique Philippe. Les motifs du renvoi par le cardinal Jean-Claude Hollerich de plusieurs frères du Luxembourg témoignent selon le quotidien La Croix de « la perpétuation d'un système d'emprise » dans la lignée de la communauté Saint-Jean. Elle a pour prieur général Olivier Sevin, frère Wandrille en religion.

## Histoire
En 2012, à la suite de la crise au sein des sœurs contemplatives qui voit la création d'une communauté féminine dissidente, Maria Stella Matutina, quelques frères de la congrégation Saint-Jean, en désaccord depuis 2010 avec les décisions de Rome à l'égard des sœurs et avec le gouvernement de leur communauté, créent en janvier 2012 un « Institut Saint Jean le Théologien »,, dans le diocèse de Saltillo au Mexique, avec l'approbation de l'évêque du lieu, José Raúl Vera López,. Cet institut prend le nom de fraternité Verbum Spei, laquelle fonde ainsi son premier prieuré sous la direction d'Olivier Sevin, frère Wandrille en religion,.
En 2013, Wandrille Sevin, et d'autres frères de Verbum Spei, comptent parmi les signataires d'une lettre publique, à l'intention de leur communauté d'origine pour défendre la mémoire de son fondateur, Marie-Dominique Philippe,, mise à mal après la révélation de ses abus sur des femmes par le supérieur de la communauté Saint-Jean, le frère Thomas Joachim,. Dans sa présentation sur son site Internet, la fraternité omet cette filiation avec Marie-Dominique Philippe, dont les multiples abus sexuels et les dévoiements théologiques sont bien connus depuis 2023,. 
En 2016, l'archevêque Jean-Claude Hollerich les fait venir au Luxembourg pour prendre en charge l'aumônerie de l'université du Luxembourg,,. Elle tisse des liens avec la famille grand-ducale luxembourgeoise, et anime notamment la messe de baptême du prince Charles.
La fraternité Verbum Spei est proche de la communauté des sœurs de Maria Stella Matutina,, qui « est en quelque sorte [son] pendant féminin » compte-tenu de leur origine commune,, ainsi que des sœurs Missionnaires de la Charité auxquelles les frères prêchent des retraites spirituelles. La fraternité a hébergé Benoît-Emmanuel Peltereau-Villeneuve,, signataire de la lettre publique de 2013, ainsi qu'un ancien membre de la communauté Saint-Jean et prêtre de la fraternité des Saints Apôtres, renvoyé de l'état clérical en 2021, après avoir eu un enfant né sous X avec une femme qui a rejoint temporairement les rangs de Maria Stella Matutina.
Malgré le bon accueil qu'il leur réserve au Luxembourg, Jean-Claude Hollerich « reconnaît toutefois mal supporter « leur déni » vis-à-vis de Marie-Dominique Philippe », exigeant d'eux qu'ils enlèvent son portrait de leur réfectoire. La communauté compte en 2022 8 frères au Luxembourg sur près de 50 membres au total.

### Renvoi du Luxembourg
Le 31 janvier 2025, l'archidiocèse de Luxembourg annonce qu'il arrête avec effet immédiat sa « coopération pastorale » avec la communauté et lui demande de quitter les lieux au plus tard à l'été 2025. Les raisons invoquées sont notamment « un attachement toujours actuel des responsables de la Fraternité Verbum Spei à la personne et aux enseignements du Père Marie-Dominique Philippe malgré les jugements négatifs des autorités diocésaines françaises » en particulier « quant au danger potentiel de la doctrine philosophique de « l'amour d'amitié » »,. 
La décision de l'archevêque fait également suite à une enquête qu'il avait demandée en juillet 2024 à l'official sur les circonstances de la relation entretenue par un ancien frère de Verbum Spei responsable de l'aumônerie universitaire, le frère T., avec une étudiante d'origine asiatique qui avait eu de lui un enfant en mai 2021, ainsi qu'un autre en 2023,. La jeune femme dit avoir subi « de nombreuses pressions, tentatives de séduction ou justifications spirituelles de la part de l'entourage – familial et communautaire – du prêtre ». Avant que la jeune femme donne naissance à son premier enfant, Marthe Hubac, ancienne sœur de la communauté Saint-Jean exclue de la vie religieuse par le Saint-Siège, fondatrice et prieure de Maria Stella Matutina, aurait envisagé le transfert de la jeune femme dans cette communauté afin que le frère T. poursuive avec elle son « amitié spirituelle ». Pendant sa première grossesse, Marthe Hubac, Benoît-Emmanuel Peltereau-Villeneuve et le frère Wandrille Sevin, prieur général de Verbum Spei, se seraient réunis pour statuer sur la situation de la jeune femme. Le frère T. a été renvoyé de l'état clérical à la demande du pape François en juin 2024.
Jean-Claude Hollerich retire par ailleurs à un prêtre de la communauté son ministère d'exorciste et sa faculté de confesser dans son diocèse,.
Selon le quotidien La Croix, l'affaire du frère T. « révèle la persistance d'un système d'emprise et de dissimulation dans cette communauté dissidente des frères de Saint-Jean. ».

## Implantations
La communauté a plusieurs implantations : une maison-mère à Saltillo au Mexique, un prieuré à Boise aux États-Unis, ouvert en 2019, à l'appel de l'évêque Peter F. Christensen (en). En mai 2024, la fraternité ouvre une maison dans l'archidiocèse de Burgos, et s'implante également au Honduras et à Cuba,.

### Anciennes implantations
En 2016, la communauté a ouvert un prieuré à Esch-sur-Alzette au Luxembourg, et s'est installée sur le site de Esch-Belval où l'archevêché a achevé la construction d'un nouveau bâtiment en 2022 à proximité du campus de l'université du Luxembourg,,,. Il a été prévu que ce prieuré ferme au plus tard à l'été 2025 du fait du renvoi par l'archidiocèse de Luxembourg de Verbum Spei. La fraternité quitte le Luxembourg le 31 mars 2025.